# Tsákoi
Tsákoi är en ort i Grekland.   Den ligger i prefekturen Nomós Péllis och regionen Mellersta Makedonien, i den norra delen av landet, 400 km norr om huvudstaden Aten. Tsákoi ligger 148 meter över havet och antalet invånare är 961.
Terrängen runt Tsákoi är varierad.Runt Tsákoi är det ganska glesbefolkat, med 34 invånare per kvadratkilometer. Närmaste större samhälle är Aridaía, 2,6 km nordost om Tsákoi. Trakten runt Tsákoi består till största delen av jordbruksmark.